# Білоярський міський округ
Білоя́рський міський округ (рос. Белоярский городской округ) — адміністративна одиниця Свердловської області Російської Федерації.
Адміністративний центр — селище міського типу Білоярський.

## Населення
Населення міського округу становить 35073 особи (2018; 34583 у 2010, 34639 у 2002).

## Склад
До складу міського округу входять 45 населених пунктів, які утворюють 10 територіальних відділів адміністрації:
| Населений пункт                         | Населення, осіб (2002) | Населення, осіб (2010) |
| --------------------------------------- | ---------------------- | ---------------------- |
| Білоярський територіальний відділ       |                        |                        |
| Білоярський, селище міського типу       | 12645                  | 12615                  |
| Каменка, селище                         | 30                     | 16                     |
| Малиновка, присілок                     | 151                    | 90                     |
| Режик, селище                           | 289                    | 269                    |
| Ялуніна, присілок                       | 59                     | 35                     |
| Большебрусянський територіальний відділ |                        |                        |
| Большебрусянське, село                  | 1697                   | 1825                   |
| Колюткіно, село                         | 121                    | 97                     |
| Колюткіно, селище                       | 89                     | 71                     |
| Колюткінський, селище                   | 33                     | 22                     |
| Логіново, село                          | 769                    | 818                    |
| Марамзіна, присілок                     | 6                      | 20                     |
| Марамзіно, селище                       | 85                     | 65                     |
| Чорнобровкина, присілок                 | 333                    | 314                    |
| Бруснятський територіальний відділ      |                        |                        |
| Бруснятське, село                       | 1464                   | 1370                   |
| Ізмоденова, присілок                    | 459                    | 375                    |
| Некрасово, село                         | 741                    | 702                    |
| Шипілово, селище                        | 42                     | 48                     |
| Комишевський територіальний відділ      |                        |                        |
| Газета, селище                          | 4                      | 3                      |
| Головиріна, присілок                    | 59                     | 31                     |
| Златогорова, присілок                   | 275                    | 359                    |
| Ключі, присілок                         | 174                    | 173                    |
| Комишево, село                          | 1186                   | 1066                   |
| Косулинський територіальний відділ      |                        |                        |
| Білоярська Застава, селище              | 122                    | 35                     |
| Бобровка, селище                        | 52                     | 39                     |
| Косулино, село                          | 2191                   | 2644                   |
| Поварня, присілок                       | 443                    | 402                    |
| Прохладний, селище                      | 531                    | 678                    |
| Розсоха, селище                         | 406                    | 336                    |
| Розтущий, селище                        | 133                    | 186                    |
| Хризолітовий, селище                    | 104                    | 107                    |
| Кочньовський територіальний відділ      |                        |                        |
| Кочньовське, село                       | 1500                   | 1508                   |
| Октябрський, селище                     | 407                    | 505                    |
| Малобрусянський територіальний відділ   |                        |                        |
| Гагарський, селище                      | 1765                   | 1786                   |
| Гусева, присілок                        | 233                    | 205                    |
| Малобрусянське, село                    | 282                    | 372                    |
| Студенчеський територіальний відділ     |                        |                        |
| Білоріченський, селище                  | 641                    | 641                    |
| Озерний, селище                         | 2                      | 4                      |
| Студенчеський, селище                   | 1278                   | 1252                   |
| Хромцовський територіальний відділ      |                        |                        |
| Совхозний, селище                       | 2281                   | 2188                   |
| Храмцовська, селище                     | 155                    | 59                     |
| Хромцово, село                          | 359                    | 284                    |
| Черемхова, присілок                     | 18                     | 12                     |
| Чорноусовський територіальний відділ    |                        |                        |
| Гільова, присілок                       | 134                    | 100                    |
| Чорноусово, село                        | 888                    | 845                    |
| Шиші, присілок                          | 3                      | 11                     |

## Найбільші населені пункти
| № | Населений пункт  | Населення, осіб (2002) | Населення, осіб (2010) |
| - | ---------------- | ---------------------- | ---------------------- |
| 1 | Білоярський      | 12 645                 | 12 615                 |
| 2 | Косулино         | 2 191                  | 2 644                  |
| 3 | Совхозний        | 2 281                  | 2 188                  |
| 4 | Большебрусянське | 1 697                  | 1 825                  |
| 5 | Гагарський       | 1 765                  | 1 786                  |
| 6 | Кочньовське      | 1 500                  | 1 508                  |
| 7 | Бруснятське      | 1 464                  | 1 370                  |
| 8 | Студенчеський    | 1 278                  | 1 252                  |
| 9 | Комишево         | 1 186                  | 1 066                  |